# Sábado Campeão
Sábado Campeão foi um programa esportivo da RedeTV!, que estreou em 26 de agosto de 2006 e saiu do ar em 2008. No início, transmitia apenas lutas de boxe, depois passou a transmitir lutas de MMA e K-1. O programa estreou sob o comando de Luiz Alfredo, depois entrou Cristina Lyra (sendo que Luiz continuou na narração dos eventos).
O programa ia ao ar às 18h quando não houvesse futebol, e às 19h em caso de transmissões futebolísticas. Era exibido apenas nas cinco capitais geradoras da RedeTV! (São Paulo, Rio de Janeiro, Recife, Belo Horizonte e Fortaleza) e pela Rede TV! de Vitória.